# Lia Manoliu

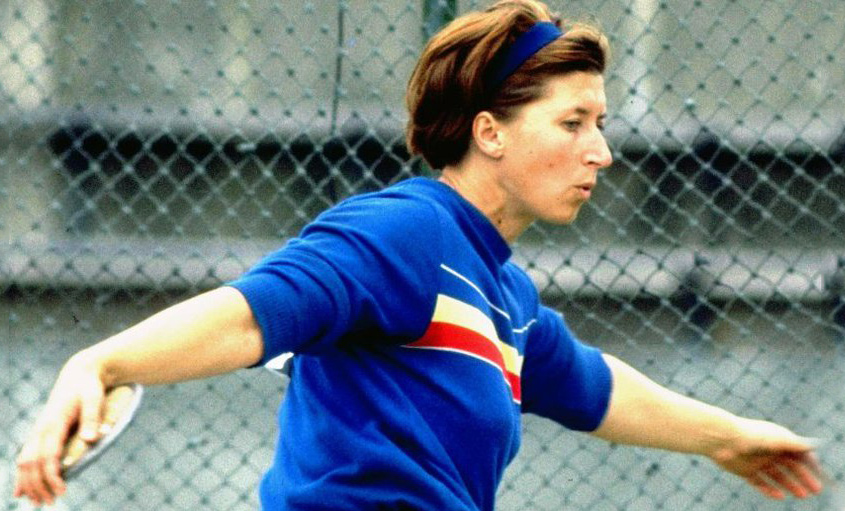
Lia Manoliu

Lia Manoliu (n. 25 aprilie 1932, Chișinău, România – d. 9 ianuarie 1998, București, România) a fost o atletă română, laureată cu aur la Jocurile Olimpice de vară din Ciudad de México 1968 și cu bronz la Jocurile Olimpice de vară din Roma 1960 și Jocurile Olimpice de vară din Tokio 1964 la proba de aruncare a discului.
În legislatura 1990-1992, Lia Manoliu a fost aleasă ca senator în municipiul București pe listele partidului FSN.
Între anii 1973-1990 a fost vicepreședinte al Comitetului Olimpic Român. Între anii 1990-1998, a deținut funcția de președinte al Comitetului Olimpic Român.

## Biografie
Născută la Chișinău, la 25 aprilie 1932, Lia Manoliu a început sportul practicând la Atletic Club Român, tenisul de câmp, tenisul de masă, voleiul și baschetul, la ultima disciplină fiind componentă a echipei Știința București. Concomitent cu activitatea sportivă a absolvit Facultatea de Energetică din cadrul Institutului Politehnic București (1954).
A lucrat o bună perioadă ca inginer electro-energetician la IPROMET București și a absolvit o școală de ziariști sportivi organizată de ziarul „Sportul Popular”.
La 16 ani a început să practice atletismul, specializându-se în aruncarea discului, unde a obținut rezultate excelente până la 40 de ani. Participantă la 6 ediții consecutive ale Jocurilor Olimpice (de la Helsinki 1952 până la München 1972). A cucerit trei medalii olimpice, una de aur în 1968 și două de bronz în 1960 și 1964. A fost de 12 ori campioană națională și de șapte ori campioană balcanică, ulterior devenind vicepreședinte (1973-1990) și apoi președinte (1990-1998) al Comitetului Olimpic Român.
Pe plan internațional, a ocupat funcțiile de membru al Comisiei pentru Academia Olimpică din cadrul CIO, președintele Grupei de lucru pentru problemele sportivilor de performantă din cadrul Asociației Comitetelor Olimpice Naționale, membru al Comitetului Executiv al Asociației Comitetelor Naționale Olimpice Europene, membru individual de onoare al ACNOE (din 1993), membru al Comitetului Feminin din forul internațional de atletism și membru al Comisiei de Competiții din cadrul Asociației Europene de Atletism. A fost distinsă cu Trofeul Fair Play, decernat de către UNESCO (1973), cu Ordinul Olimpic "Colanul de Bronz" (1975), Trofeul Femeia în Sport (CIO - 1990) și Trofeul Centenarului CIO (1994).
A murit din cauza unui infarct în ianuarie 1998 după ce a intrat în comă în timpul unei operații de tumoră pe creier cu o săptămână înainte. Este înmormântată la Cimitirul Bellu.
Stadionul Național "Lia Manoliu" din București a fost numit în cinstea ei.

## Realizări
| An   | Competiție           | Locație                 | Loc | Note  |
| ---- | -------------------- | ----------------------- | --- | ----- |
| 1952 | Jocurile Olimpice    | Helsinki, Finlanda      | 6   | 42,65 |
| 1954 | Campionatul European | Berna, Elveția          | 7   | 43,86 |
| 1956 | Jocurile Olimpice    | Melbourne, Australia    | 9   | 43,90 |
| 1960 | Jocurile Olimpice    | Roma, Italia            | 3   | 52,36 |
| 1961 | Universiada          | Sofia, Bulgaria         | 4   | 51,51 |
| 1962 | Campionatul European | Belgrad, Iugoslavia     | 14  | 45,02 |
| 1964 | Jocurile Olimpice    | Tokio, Japonia          | 3   | 56,97 |
| 1966 | Campionatul European | Budapesta, Ungaria      | 13  | 49,44 |
| 1968 | Jocurile Olimpice    | Ciudad de México, Mexic | 1   | 58,28 |
| 1969 | Campionatul European | Atena, Grecia           | 4   | 57,38 |
| 1971 | Campionatul European | Helsinki, Finlanda      | 13  | 52,26 |
| 1972 | Jocurile Olimpice    | München, Germania       | 8   | 58,50 |

## Recorduri personale
| Probă              | Performanță | Dată        | Locație   |
| ------------------ | ----------- | ----------- | --------- |
| Aruncarea discului | 62,05 m     | 13 mai 1972 | București |

## Distincții
- Ordinul Muncii cl. a III-a (19 noiembrie 1952) pentru rezultatele obținute la Jocurile Olimpice de vară de la Helsinski[13]
- Ordinul „23 August” clasa a IV-a (18 august 1976) „pentru rezultatele deosebite obținute la Jocurile olimpice de vară de la Montreal – 1976, precum și pentru contribuția adusă la dezvoltarea activității sportive și la creșterea prestigiului sportului românesc pe plan internațional”[14]